# Wilhelm Nagel (Maler, 1888)

Wilhelm Nagel beim Anfertigen eines Porträts

Wilhelm Nagel (* 28. Mai 1888 in Wülfrath; † 12. Juni 1943 in Münster) war ein deutscher Maler.

## Leben
Wilhelm Nagel studierte Architektur und Malerei an der Technischen Hochschule Darmstadt und an der Münchner Akademie. Er unternahm Studienreisen durch Deutschland, Österreich, Italien, Frankreich, Belgien und Holland.
Nagel war Mitbegründer des Hagenrings, Mitglied des Wupperkreises, der Rheinischen Sezession und der Bergischen Kunstgenossenschaft.
Nagel war mit Marie Hettrich verheiratet. Sie hatten drei Kinder: Wilhelm, Reiner und Rosemarie. Er lebte mit seiner Familie in Wuppertal, Hagen und später in Münster.
Er starb am 12. Juni 1943 bei einem Bombenangriff auf Münster.

## Werk
Nachdem er sich in seiner Malerei zuerst Landschaften, Blumen und Porträts gewidmet hatte, entwickelte er mit der Zeit einen eigenen expressionistischen Stil, der immer gegenstandsloser wurde. Er fertigte neben Ölbildern und Aquarellen, Mosaike und Entwürfe der Glasmalerei an. Themen sind neben Landschaften, Menschen, Begegnungen, als auch Masken und Theaterszenen.
23 Werke wurden unter nationalsozialistischer Kunstpolitik als „entartete Kunst“ aus dem städtischen Museum Hagen, der städtischen Bildgalerie Wuppertal-Elberfeld und der Ruhmeshalle in Wuppertal-Barmen konfisziert (Forschungsstelle „Entartete Kunst“). Das Bild „Aus dem Sauerland“ wurde 1937 in der Ausstellung „Entartete Kunst“ in München gezeigt. Alle aus den Museen entfernten Bilder sind seitdem verschollen, einige wurden als zerstört vermerkt.

## Ausstellungsbeteiligungen (Auswahl)
- 1921: Museum Folkwang
- 1922: Bergische Kunstgenossenschaft: Winterausstellung 1922/23
- 1924: Bergische Kunstgenossenschaft: Weihnachtsausstellung 1924
- 1925: Bergische Heimatausstellung aus Elberfelder Privatbesitz
- 1926, 1928, 1929: Ruhmeshalle Barmen
- 1927: Bergische Kunstgenossenschaft: Frühjahrsausstellung
- 1928, der Wupperkreis (2. Ausstellung und Debut-Ausstellung)
- 1929, 1930: der Wupperkreis
- 1929, 1930: Kunsthalle Düsseldorf
- 1930: Berliner Sezession, Berlin
- 1931: Bergische Kunstgenossenschaft, Winterausstellung 1931
- 1932: Palais Schauerte, Düsseldorf
- 1934: Winterausstellung Bergische Künstler 1934
- 1935: Bergische Künstler: Jahresausstellung 1935
- 1947: Wilhelm Nagel und Eugen Spiecker. Gedächtnisausstellung, Von der Heydt-Museum, Wuppertal
- 1966: Von der Heydt-Museum, Wuppertal
- 1992: Von der Heydt-Museum, Wuppertal